# جيوليو فالكوني
جيوليو فالكوني (بالإيطالية: Giulio Falcone)‏ (31 مايو 1974 بأتري في إيطاليا - ) هو لاعب كرة قدم إيطالي في مركز الدفاع. شارك مع منتخب إيطاليا تحت 18 سنة لكرة القدم ومنتخب إيطاليا تحت 21 سنة لكرة القدم ومنتخب إيطاليا لكرة القدم. أما مع النوادي، فقد لعب مع فيورنتينا ونادي بارما ونادي بولونيا ونادي تورينو ونادي سامبدوريا.

## روابط خارجية
- جيوليو فالكوني على موقع قاعدة بيانات كرة القدم.إي يو (الإنجليزية)
- جيوليو فالكوني على موقع ناشيونال فوتبول تيمز (الإنجليزية)
- جيوليو فالكوني على موقع عالم كرة القدم.نت (الإنجليزية)